# Trixie fra Broadway
Trixie fra Broadway er en amerikansk stumfilm fra 1919 af Roy William Neill.

## Medvirkende
- Margarita Fischer	som Trixie Darling
- Emory Johnson	som John Collins
- George Periolat	som Broadway Benham
- Frank Clark som Jim Brown
- Olga Grey	som Gertie Brown